# Pleurotomariidae
Pleurotomariidae es una familia de grandes gasterópodos marinos. Incluye varios cientos de formas fósiles, principalmente paleozoicas, aunque sus orígenes se remontan al Cámbrico. Actualmente está representada por un grupo de especies que viven en aguas profundas. Los primeros especímenes vivos de una especie de esta familia, Perotrochus quoyanus, fueron encontrados en 1879 en aguas profundas de las Indias Occidentales.

## Ecología
Las especies de la familia Pleurotomariidae viven a profundidades de 150–300m en la zona mesopelágica. Cuando se sienten amenazados, secretan un líquido blanco. Se alimentan principalmente de esponjas, complementando su dieta con crinoides y octocorales. En los acuarios, también se alimentan de peces y almejas.